# Tengger (Ngasem)
Tengger is een bestuurslaag in het regentschap Bojonegoro van de provincie Oost-Java, Indonesië. Tengger telt 1312 inwoners (volkstelling 2010).